# Frühlingslied (Bruckner)
Frühlingslied, WAB 68, ist ein Lied von Anton Bruckner aus dem Jahr 1851 für den Namenstag von Aloisia Bogner.

## Geschichte
Bruckner komponierte das Lied nach einem Text von Heinrich Heine 1851 „für dem Nahmensfeste einer auflblühenden Frühlingsrose“, Bruckners 16-jähriger Schülerin Aloisia Bogner, für die er auch Der Mondabend und die Klavierwerke Lancier-Quadrille, WAB 120, und Steiermärker, WAB 122, komponierte.
Die Handschrift befindet sich im Archiv des Oberösterreichischen Landmuseums in Linz. Das Lied, das erstmals in Band II/2, S. 44–46 der Göllerich/Auer-Biographie veröffentlicht wurde, ist im Band XXIII/1, Nr. 1 der Gesamtausgabe erschienen.

## Text
Das Frühlingslied basiert auf einem Text von Heinrich Heine, mit einer kleinen Änderung:
Leise zieht durch mein Gemüt

Liebliches Geläute.

Klinge, kleine Frühlingslied,

Kling hinaus ins Weite.

Kling hinaus bis an sein Haus,

Wo die Blumen sprießen,

Wenn du eine Rose schaust,

Sag, ich lass’ dich grüßen.

## Musik
Das 24-Takte lange Werk in A-Dur ist für Solostimme und Klavier geschrieben. Diese leichte Komposition weist keine Beziehung zu Mendelssohns Frühlingslied auf. Der Gesangsauszug wird cantabile dirigiert, und die Klavierbegleitung verwendet eine kontinuierliche Figuration.

## Diskografie
Es gibt zwei Aufnahmen von Frühlingslied:
- Robert Holzer (Bass), Thomas Kerbl (Klavier), Anton Bruckner Lieder/Magnificat – CD: LIVA 046, 2011. NB: Transponiert in F-Dur.[7]
- Elisabeth Wimmer (Sopran), Daniel Linton-France (Klavier) in Bruckner, Anton – Böck liest Bruckner I – CD – Gramola 99195, 3. Oktober 2018